# Olga Glinkówna

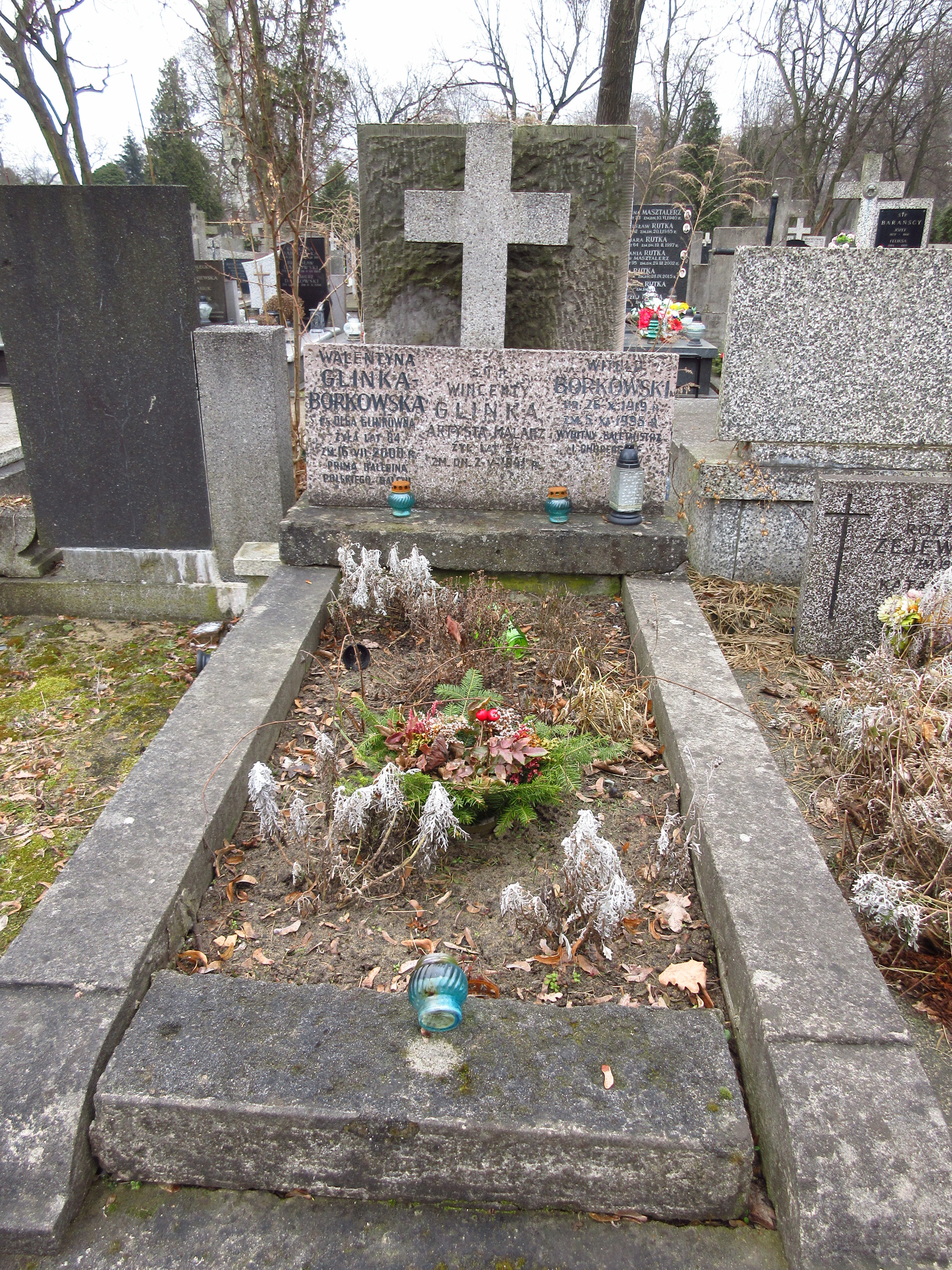
Grób Witolda Borkowskiego i Olgi Glinkówny na cmentarzu Bródnowskim

Olga Glinkówna (ur. 12 stycznia 1916 w Warszawie, zm. 16 lipca 2000 w Skolimowie) – polska tancerka i choreograf, pierwsza solistka Teatru Wielkiego w Warszawie.

## Życiorys
Córka Wincentego (zm. 1941). Debiutowała w 1936 na scenie Teatru Wielkiego w Warszawie w „Miłości czarodziejskiej”. Z Polskim Baletem Feliksa Parnella występowała podczas igrzysk w Berlinie w 1936, a następnie odbyła tournée po Europie i Ameryce Północnej. Podczas okupacji hitlerowskiej występowała w jawnych teatrach rewiowych.

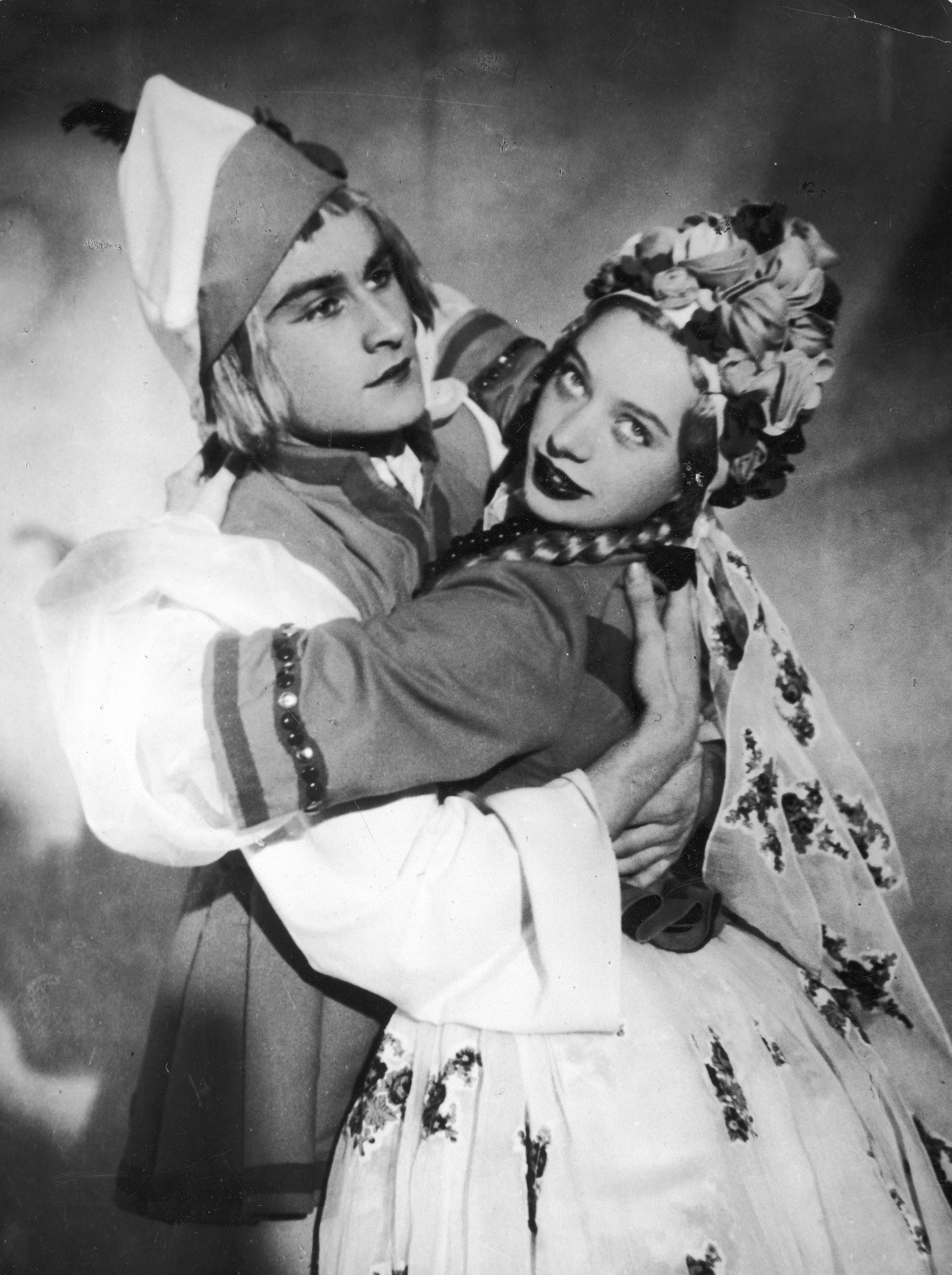
Tancerze Zbigniew Kiliński i Olga Glinkówna (1937–1939).

Po II wojnie światowej początkowo związana z objazdową grupą Feliksa Parnella, następnie primabalerina Opery Śląskiej w Bytomiu, od 1950 była pierwszą solistką Teatru Wielkiego w Warszawie, występowała m.in. w „Strasznym dworze”, „Panu Twardowskim”, „Serenadzie”, „Harnasiach”, „Suicie hiszpańskiej”, „Swantewicie”, „Coppélia”, „Romeo i Julii”, „Jeziorze łabędzim”, „Halce”, „Zaczarowanej oberży”, „Mandragorze” i „Fauście z Nocą Walpurgi”. Po raz ostatni wystąpiła 22 listopada 1970 w „Jeziorze łabędzim”. Następnie zajmowała się choreografią m.in. współtworzyła realizację „Pana Twardowskiego” na Kubie. W 1996 zamieszkała w Domu Artystów Weteranów Scen Polskich w Skolimowie, gdzie cztery lata później zmarła. Pochowana na cmentarzu Bródnowskim w Warszawie (kwatera 68A-2-14).

## Życie prywatne
Olga Glinkówna była żoną tancerza Witolda Borkowskiego i matką aktora Mariana Glinki.

## Ordery i odznaczenia
- Złoty Krzyż Zasługi (11 lipca 1955)[2]
- Medal 10-lecia Polski Ludowej (19 stycznia 1955)[8]